# إدوارد إنغلمان
إدوارد إنغلمان (بالألمانية: Eduard Engelmann junior) (و. 1864 – 1944 م) هو راكب دراجة هوائية، ومتزلج فني، وحكم التزلج على الجليد ‏، ومهندس نمساوي، ولد في فيينا، توفي في فيينا، عن عمر يناهز 80 عاماً.

## التعليم
تعلم في الجامعة التقنية في فيينا
.